# Ethan Nwaneri
Ethan Chidiebere Nwaneri (Enfield, 21 de março de 2007) é um futebolista inglês de ascendência nigeriana que atua como ponta-direita. Atualmente, joga no Arsenal.